# 藤城嘘
藤城 嘘（ふじしろ うそ、1990年3月30日 - ）は、日本のアーティスト。美術集団「カオス*ラウンジ」代表であり、その前身の「ポストポッパーズ」創設者である。日本大学芸術学部美術学科卒業。本名は藤城滉高。

## 経歴

### 個展
- みんな大好き（2009年 日本大学芸術学部所沢校舎）
- モストポダン（2010年 ビリケン商会ギャラリー）
- a white lie（2010年 Hidari Zingaro）

### グループ展
- ポストポッパーズ IN GEISAI #11（2008年 東京ビッグサイト）
- ポストポッパーズin横浜（2008年 横浜アート&ホームコレクション展）
- カオス*ラウンジ（2009年 mogtag garace）
- post poppers個展（2009年 art project frantic）
- カオス*ラウンジ（夏）（2009年 ビリケンギャラリー）
- ポストポッパーズ GEISAI #13（2009年 カイカイキキ　三芳工場）
- ポストポッパーズ GEISAI #14（2010年 東京ビッグサイト）
- カオス*ラウンジ2010 in 高橋コレクション日比谷（2010年 高橋コレクション日比谷）
- 破滅*ラウンジ（2010年 NANZUKA UNDERGROUND）
- カオス*ラウンジvol.2（2010年 mogtag garace）
- カオス*ラウンジ（春）（2010年 ビリケン商会）
- カオス*ラウンジ2010 in 台湾（2010年 台北 ARKI GALLERY）
- 再生する崩壊する自我する梅沢和木するラウンジする画像コアする*ラウンジ（2010年 CASHI）
- カオス*ラウンジvol.3（2011年 mograg garage）
- （≠ゃラ＞∀＜ﾅﾆ＝）ﾉｼ（2011年 ゲイツインギャラリー宇）
- カオス*ラウンジ vol,4（2012年 mograg garage）

### 他
- 「空飛ぶ点滴」(2001年 読売新聞サイエンスビジョン・コンテスト)[8]ビジュアル部門優秀賞
- 秋葉原MOGRA 内装（2009年 ポストポッパーズ）
- サブカル誌『クロニック・ラヴ』 表紙（2009年）
- サブカル誌『アニメルカ』VOL.2 表紙（2010年、一輪社との共作）
- サブカル誌『未来回路』spinoff 01 表紙（2011年）
- サブカル誌『イリュミナシオン』VOL.01 表紙（2012年）